# Saad al-Sheeb
Saad Abdullah al-Sheeb (arabisch سعد الشيب, DMG Saʿd aš-Šīb; * 19. Februar 1990 in Doha) ist ein katarischer Fußballtorhüter.

## Karriere

### Klub
Er begann seine Laufbahn beim al-Sadd SC und wechselte hier Anfang 2008 in die erste Mannschaft. Er gewann die AFC Champions League 2011 und die katarische Meisterschaft in der Saison 2012/13 und der Saison 2018/19.

### Nationalmannschaft
Sein erster bekannter Einsatz für die katarische Nationalmannschaft war am 30. Dezember 2009 bei einer 0:1-Freundschaftsspielniederlage gegen Nordkorea. Nach zahlreichen weiteren Freundschafts- und Qualifikationsspielen kam er beim Golfpokal 2017 auch erstmals in einem Turnier zum Einsatz. Auch wurde er bei der Asienmeisterschaft 2019 Stammtorhüter und gewann das Turnier. Im gesamten Wettbewerb kassierte al-Sheep lediglich ein Gegentor im Finale gegen Japan und wurde als bester Torhüter der Asienmeisterschaft ausgezeichnet. In der zweiten Jahreshälfte nahm er mit Katar als Gastmannschaft an der Copa América 2019 teil. Sein bislang letztes Turnier war der Golfpokal 2019. Über längere Zeit galt er als unbestrittener Stammtorhüter der Nationalmannschaft, bevor er nach einer schwachen Leistung beim Eröffnungsspiel der Weltmeisterschaft 2022 im eigenen Land in den letzten beiden Spielen durch Meshaal Barsham ersetzt wurde.